# Sharp X68000
Sharp X68000, часто также называемый X68K — серия бытовых компьютеров, выпускавшихся в Японии компанией Sharp Corporation. В других странах эти компьютеры не продавались (В США эти модели экспортировали под брендами Compaq и Packard Bell соответственно с процессорами Intel 80286). Первая модель была выпущена в 1987 году. Она имела процессор Motorola 68000 на частоте 10 МГц, 1 мегабайт ОЗУ, и не имела жёсткого диска. Последняя модель выпущена в 1993 году, она использовала процессор Motorola 68030 на частоте 25 МГц, имела 4 мегабайта ОЗУ, и опциональный жёсткий диск стандарта SCSI объёмом 80 МБ. ОЗУ этих компьютеров могло быть расширено до 12 мегабайт, однако большинство приложений и игр требовали для своей работы не более 2 МБ ОЗУ.

## Операционная система
Компьютер X68000 работают под управлением операционной системы Human68K, разработанной для Sharp компанией Hudson Soft. Она имеет интерфейс командной строки, и набор команд, очень похожий на набор команд ОС DOS (вводятся латиницей). Было выпущено три версии этой ОС, с несколькими промежуточными обновлениями между ними. Помимо Human68K, было возможно использование специальных версий NetBSD для X68030 и OS-9.
Ранние модели имели графический интерфейс (оболочку), называемый «VS», более поздние поставлялись с оболочкой SX-Window. Также, существовала оболочка, называемая Ko-Windows, с интерфейсом, похожим на Motif (набор компонент для создания графического интерфейса в X Window System для Unix-систем). Эти оболочки могли запускаться с дискеты или жёсткого диска. Большинство игр также запускались и работали с дискетой, некоторые имели опциональную установку на жёсткий диск, для некоторых установка на жёсткий диск была обязательной.
После прекращения поддержки системы, ОС Human68K, текстовая консоль, компилятор C для SX-Window, и образы ПЗУ с BIOS были выпущены в статусе общественного достояния для свободного скачивания.

## Дизайн корпуса
X68000 имеет два легко извлекаемых пятидюймовых дисковода для гибких дисков, или, в портативных моделях, два трёхдюймовых дисковода. Дизайн корпуса очень необычен, он представляет собой две соединённых башни, разделённые ручкой для переноски. Этот компьютер был одной из первых систем, имеющих программно-управляемый выключатель питания, его нажатие передавало запущенной программе сигнал о необходимости сохранения текущего состояния и выключения — аналогично современным PC-стандарта ATX. При выключении системы экран плавно гас, а громкость звука понижалась до минимальной.

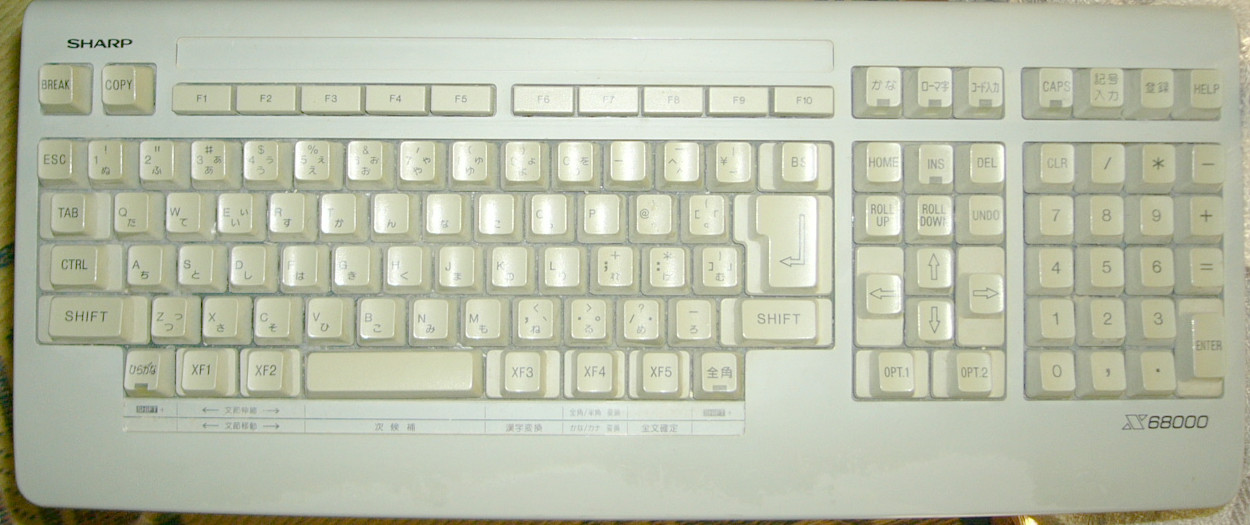
Клавиатура X68000

Клавиатура содержала встроенный порт для подключения манипулятора «мышь». На передней панели корпуса компьютера присутствовали регулятор громкости, разъёмы для подключения наушников, джойстиков, клавиатуры и мыши. В верхней части корпуса имелась ручка для переноски (только на не-портативных моделях), кнопка сброса и генерации немаскируемого прерывания. На задней стенке находилось множество разъёмов, включая стереоскопический выход для 3D-очков, порты для подключения дисковода и жёсткого диска, а также слоты для карт расширения.

## Монитор
Монитор поддерживает частоты строчной развёртки 15 и 31 КГц, может отображать до 65535 цветов, и может работать как видеомонитор стандарта (NTSC-J) с композитным видеовходом. Он отлично подходил для подключения JAMMA-совместимых плат игровых автоматов, так как имел аналоговый RGB вход и низкую частоту обновления.

## Дисковая система
Ранние модели использовали малораспространённый интерфейс SASI (Shugart Associates System Interface) для подключения жёстких дисков, более поздние модели были адаптированы для работы со стандартным SCSI-интерфейсом. Жёсткие диски с интерфейсом SASI могли иметь объём 10, 20, или 30 мегабайт, и логическую разбивку на разделы. Для гибких дисков использовалось несколько различных форматов, ни один из которых не соответствует стандартным форматам других компьютеров. Для чтения дисков этого формата на IBM PC существовали специальные утилиты под MS-DOS и Windows 98.

## Дополнительные устройства
Для системы было выпущено множество карт расширения, включая сетевые адаптеры (Neptune-X), SCSI-контроллеры, модули памяти, модули замены процессора (ускоритель JUPITER-X 68040/060), платы MIDI-интерфейса. Система имела два порта джойстика, с разъёмами, соответствующими стандарту Atari. Также могли непосредственно использоваться джойстики от компьютера MSX, и джойстики от игровой консоли SNES, подключаемые через адаптер, поставляемый с игрой Super Street Fighter II.

## Игровой автомат на дому
Аппаратно система имела архитектуру, очень похожую на архитектуру игровых автоматов того времени. Она имела отдельное ОЗУ для текста, графики и аппаратно выводимых спрайтов. Звук синтезировался микросхемой звукогенератора Yamaha YM2151 (лучшей в линейке подобных микросхем), также присутствовал один цифровой канал, воспроизводимый микросхемой OKI MSM6258V. По причине этого сходства, на систему было портировано множество популярных игр с игровых автоматов. Среди них такие игры, как Parodius DA!, Final Fight, Street Fighter 2, Ghosts 'n Goblins, Akumajo Dracula (позже переизданная для игровой консоли Sony PlayStation под названием Castlevania Chronicles), и другие. Многие игры имели поддержку MIDI-синтезаторов Roland SC-55 и MT-32.